# Lukman Žabrailov
Lukman Zajnajdievič Žabrailov (in russo Лукман Зайнайдиевич Жабраилов?, Lukman Zaynaydiyevich Zhabrailov; Chasavjurt, 27 aprile 1962) è un ex lottatore sovietico, dal 1991 moldavo, di origine cecena, che ha gareggiato prima per l'Unione Sovietica e poi per la Moldavia.

## Carriera
Ha vinto una medaglia d'oro mondiale per la Moldavia nel 1994 ai Campionati mondiali di lotta a Istanbul, in Turchia, una Coppa del mondo nel 1987 e due medaglie ai campionati europei, nel 1984 e nel 1994. Successivamente ha partecipato alle Olimpiadi estive del 1996 gareggiando contro il fratello minore Elmadi in un incontro perso 8-10.